# Formación de tenaza
Formación de tenaza es una formación militar que usaron los antiguos para resistir al cúneo (orden triangular de batalla en forma de cono truncado). 
Consistía en pasar desde el orden de batalla al de tenaza, en la forma siguiente: el centro o la batalla formaba un semicírculo angosto por su garganta y las alas, apoyando los extremos de aquella, se abrían a manera de una cola de golondrina. El enemigo que había formado el cúneo, para romper la batalla del contrario, se veía obligado a entrar por las alas de aquel hasta llegar al frente que formaba el semicírculo pasando precisamente por su garganta, teniendo que sufrir en consecuencia los efectos las armas arrojadizas que por frente y flancos le batían. 